# Schloss Jaroměřice

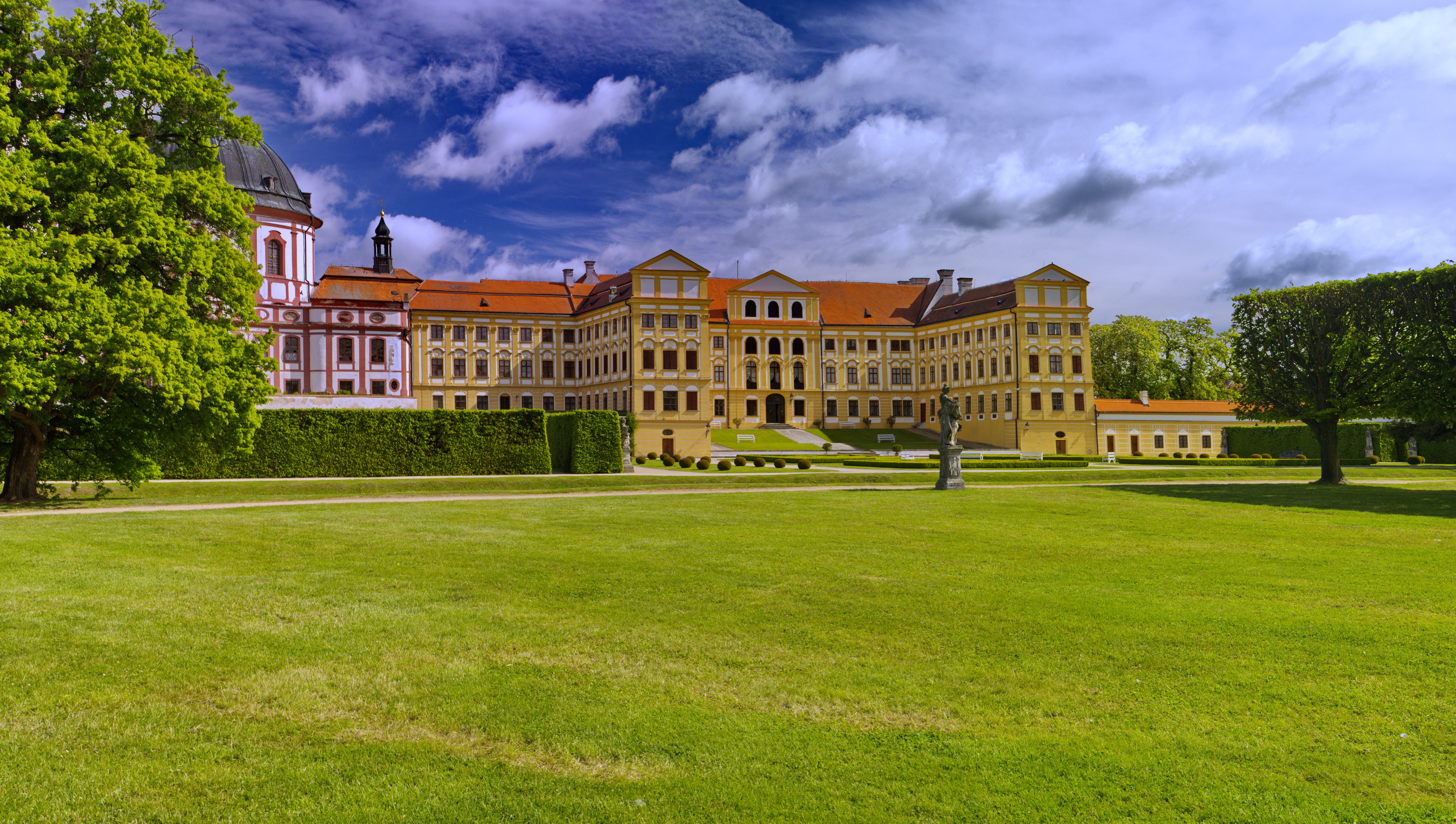
Schloss Jaroměřice nad Rokytnou, Gartenansicht

Schloss Jaroměřice nad Rokytnou (deutsch Jarmeritz) befindet sich in Jaroměřice nad Rokytnou im Okres Třebíč Tschechien.

## Geschichte
Das Schloss Jaroměřice nad Rokytnou gehört zu den größten mährischen Bauten der ersten Hälfte des 18. Jahrhunderts. Die ursprünglich mittelalterliche Festung wurde Ende des 16. Jahrhunderts zu einem Renaissanceschloss umgebaut, dessen Gestalt durch spätere Umbauten verloren ging. 1623 erwarb Wallensteins Vertrauter Gerhard von Questenberg auf dessen Vermittlung hin von Kaiser Ferdinand II. die Herrschaft Jarmeritz, welche zuvor einer Familie enteignet worden war, die zu den böhmischen Aufständischen gehört hatte; ein Jahr später erwarb er auch Petschau in Westböhmen.

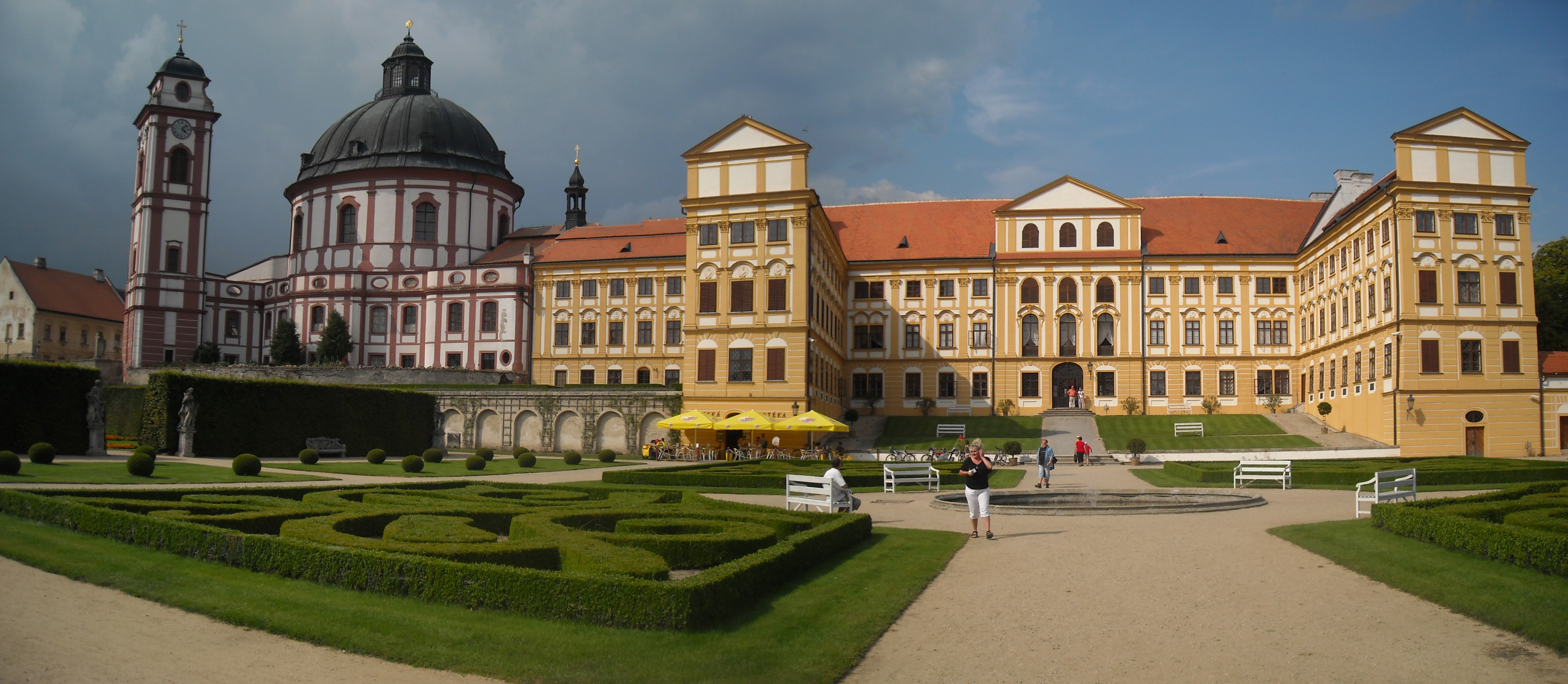
Schloss Jaroměřice nad Rokytnou

Das heutige Aussehen des siebenflügeligen Barockschlosses erhielt das Gebäude unter Graf Johann Adam von Questenberg in den Jahren 1700–1737, der es zugleich zu einem Zentrum des Kulturlebens machte. Mit seinem Tod 1752 erlosch die Familie von Questenberg. 1761 erlangte Dominik Andreas Fürst von Kaunitz-Rietberg, der von seiner Tante Maria Antonia von Questenberg zum Erben eingesetzt war, die Namensvermehrung „Kaunitz-Rietberg-Questenberg“. 1813 verkauften die Kaunitz Petschau. Nach dem Aussterben der Kaunitz im Mannesstamm erlangte 1898 Rudolf Christian Graf von Wrbna und Freudenthal († 1927) für sich und seine Nachfolger als Inhaber des Kaunitz’schen Fideikommisses eine Namens- und Wappenvereinigung als „Wrbna-Kaunitz-Rietberg-Questenberg und Freudenthal“. Diese Familie besaß, unter anderem, Jarmeritz bis zur Enteignung 1945.
Im Ahnensaal mit einem sehenswerten Deckenfresko und holzverkleideten Wänden hängen Porträts von Familienmitgliedern der Questenberg. Neben Möbeln aus der Barockzeit werden auch zeitgenössische Musikinstrumente ausgestellt.